# Родные люди (сериал, 2023)
«Родны́е лю́ди» — комедийно-драматический телесериал-альманах, состоящий из историй, которые произошли в разных городах России. Производством проекта занималась Студия творческих инициатив «Открытие» при поддержке Института развития интернета. 
Художественным консультантом проекта выступил режиссёр Константин Богомолов.
Премьера двух первых серий состоялась в онлайн-кинотеатре Wink 17 октября 2023 года. По две новых серии размещались еженедельно по вторникам. Заключительные серии вышли 7 ноября 2023 года.
14 марта 2024 года в онлайн-кинотеатре Wink был выпущен 109-минутный фильм «Родные люди», куда вошли 7 новелл: «Челябинск», «Нижний Новгород», «Москва. Вальсы», «Астрахань», «Крым», «Санкт-Петербург» и «Москва».

## Сюжет
Выпускники вуза решили спустя годы собраться в Москве на юбилее любимого преподавателя Петровича. Они не виделись много лет и живут в разных городах России. Каждому из них перед встречей с повзрослевшими одногруппниками предстоит решить возникшие проблемы и найти точки соприкосновения со своими детьми.

## Создатели

### Новелла 1. Челябинск
- Режиссёр-постановщик: Олег Асадулин
- Оператор-постановщик: Валерий Левченко

#### В главных ролях
| Актёр            | Роль                |
| ---------------- | ------------------- |
| Богдан Жилин     | Антон               |
| Сергей Чонишвили | Евгений отец Антона |
| Александр Ильин  | Палыч               |
| Диана Огай       | Рита                |
| Павел Рязанов    | Федя                |

### Новелла 2. Казань
- Режиссёр-постановщик: Андрей Лукашевич
- Оператор-постановщик: Владимир Канцедал

#### В главных ролях
| Актёр              | Роль                                |
| ------------------ | ----------------------------------- |
| Арина Полонская    | Катя Возова                         |
| Эрнест Тимерханов  | отец Кати                           |
| Алёна Кулешова     | Наталья                             |
| Азизбек Ахмедов    | Тимур                               |
| Руслан Мурадасилов | Айрат                               |
| Александр Демидов  | сложный клиент эко-кафе             |
| Хабиб Шарипов      | Артём администратор отеля «Малинка» |

### Новелла 3. Нижний Новгород
- Режиссёр-постановщик: Дмитрий Губарев
- Оператор-постановщик: Дмитрий Шлыков

#### В главных ролях
| Актёр              | Роль              |
| ------------------ | ----------------- |
| Иван Злобин        | Артём             |
| Камиль Ларин       | Артём отец Артёма |
| Галина Петрова     | бабушка Артёма    |
| Анастасия Вивденко | Саша              |

### Новелла 4. Москва. Вальсы
- Режиссёр-постановщик: Александр Котт
- Оператор-постановщик: Константин Панасюк

#### В главных ролях
| Актёр                 | Роль             |
| --------------------- | ---------------- |
| Андрей Соколов        | Игорь            |
| Елена Захарова        | Светлана         |
| Галина Польских       | Лидия Михайловна |
| Александр Ляпин       | Ваня             |
| Екатерина Виноградова | Катя             |

### Новелла 5. Астрахань
- Режиссёр-постановщик: Овез Нарлиев
- Оператор-постановщик: Сергей Кириченко

#### В главных ролях
| Актёр              | Роль                                           |
| ------------------ | ---------------------------------------------- |
| Владислав Миллер   | Кирилл                                         |
| Дмитрий Куличков   | Владимир отец Кирилл                           |
| Александра Ребенок | Елена мать Кирилла                             |
| Валерия Зоидова    | Зоя                                            |
| Эра Зиганшина      | Лидия Петровна бабушка Кирилла, мать Владимира |

### Новелла 6. Крым
- Режиссёры-постановщики: Алина Верипя, Яна Дыдзинская
- Оператор-постановщик: Валерий Левченко

#### В главных ролях
| Актёр             | Роль                                              |
| ----------------- | ------------------------------------------------- |
| Егор Бероев       | Игорь                                             |
| Кристина Исайкина | Катя                                              |
| Татьяна Сытова    | шеф                                               |
| Андрей Пермяков   | сотрудник Рентала                                 |
| Олег Газманов     | Олег Михайлович артист на фестивале «Таврида.АРТ» |

### Новелла 7. Санкт-Петербург
- Режиссёр-постановщик: Алина Верипя
- Оператор-постановщик: Валерий Левченко

#### В главных ролях
| Актёр              | Роль              |
| ------------------ | ----------------- |
| Игорь Миркурбанов  | Серж              |
| Екатерина Гревцева | Софи              |
| Василий Пинчук     | Мурат             |
| Александр Семчев   | начальник полиции |

### Новелла 8. Москва
- Режиссёры-постановщики: Тимофей Носков, Олег Асадулин
- Оператор-постановщик: Валерий Левченко

#### В главных ролях
| Актёр              | Роль            |
| ------------------ | --------------- |
| Дмитрий Дюжев      | Вячеслав        |
| Алексей Макаров    | Алексей Макаров |
| Игорь Миркурбанов  | Серж            |
| Наталья Бочкарёва  | Катя            |
| Дмитрий Куличков   | Владимир        |
| Руслан Мурадасилов | Айрат           |
| Камиль Ларин       | Артём           |
| Анатолий Журавлёв  | полицейский     |
| Владислав Миллер   | Кирилл          |
| Светлана Йохим     | Лена            |
| Иван Злобин        | Артём           |
| Анастасия Вивденко | Саша            |

## Показы в городах и продвижение
16 октября 2023 года в КРК «Мегаполис» города Челябинска состоялся допремьерный показ двух первых серий про Челябинск и Казань.
23 октября 2023 года в пространстве «Кинофактура» города Нижнего Новгорода состоялся предпремьерный показ третьей серии альманаха, снятой в этом городе. Съёмки проходили на знаковых площадках Нижнего Новгорода, среди которых Стрелка и пакгаузы, набережная Федоровского, набережная Гребного канала, Нижне-Волжская набережная и Чкаловская лестница.
30 октября 2023 года в киноцентре «Большое кино» города Астрахани состоялся премьерный показ пятой и шестой серий об Астрахани и Крыме. Историю про Крым снимали в Ялте, Судаке и на комбинате «Массандра».
31 октября 2023 года на цифровых площадках состоялся релиз композиции «Родные люди» в исполнении Паши Руденко. Она стала заглавной песней телесериала и поддерживает идею создателей проекта, что не только люди, но и города с регионами стали героями альманаха.
7 ноября 2023 года на Международной выставке-форуме «Россия» в городе Москве состоялся круглый стол «Съёмки в регионах России: возможности и перспективы (на примере киноальманаха «Родные люди»)». После обсуждения состоялся показ всех восьми серий альманаха.